# Lutas nos Jogos Olímpicos de Verão de 2016
As competições de lutas nos Jogos Olímpicos de 2016 decorreram entre 14 e 21 de agosto na Arena Carioca 2, Rio de Janeiro, Brasil. Envolveu duas disciplinas, luta livre e luta greco-romana, divididas em diferentes categorias de peso. Os homens competiram em ambas as disciplinas, mas o sector feminino só disputou a luta livre. Um total de 18 medalhas de ouro foram atribuídas nesta modalidade que esteve presente em todas as Olimpíadas modernas, excepto na edição de Paris 1900.
Mais de 340 lutadores participaram ao todo entre os 18 eventos. Face aos Jogos anteriores houve uma mudança regulamentar que eliminou uma classe de peso da luta livre e da luta greco-romana masculina e adicionou duas categorias de peso à luta livre feminina, havendo assim paridade entre todas as classes e variantes em disputa. Ao contrário de Londres 2012, as lutas foram realizadas em uma num único tempo, com limite de até seis minutos, ao contrários das duas fases ou desempate.
Na categoria até 58 kg feminino da luta livre, a japonesa Kaori Icho fez história ao ser a primeira mulher a ganhar o título olímpico por quatro vezes consecutivas.

## Eventos
Foram concedidos 18 conjuntos de medalhas nos seguintes eventos:
| Luta livre feminino - 48 kg - 53 kg - 58 kg - 63 kg - 69 kg - 75 kg | Luta livre masculino - 57 kg - 65 kg - 74 kg - 86 kg - 97 kg - 125 kg | Luta greco-romana masculino - 59 kg - 66 kg - 75 kg - 85 kg - 98 kg - 130 kg |

## Formato de disputa
38 homens ou 18 mulheres competiram em cada divisão, mais seis apurados por serem da nação organizadora ou convidados pela comissão tripartida. Os lutadores competiram em rondas de qualificação para reduzir o número para 16, procedendo depois a uma fase de eliminatória simples para determinar os finalistas que competiram pelo título olímpico. Os dois grupos de atletas derrotados em três ou quatro lutas dos dois finalistas competiram em duas séries de repescagens eliminatórias, com o vencedor de cada uma a ganharem a medalha de bronze.

## Calendário

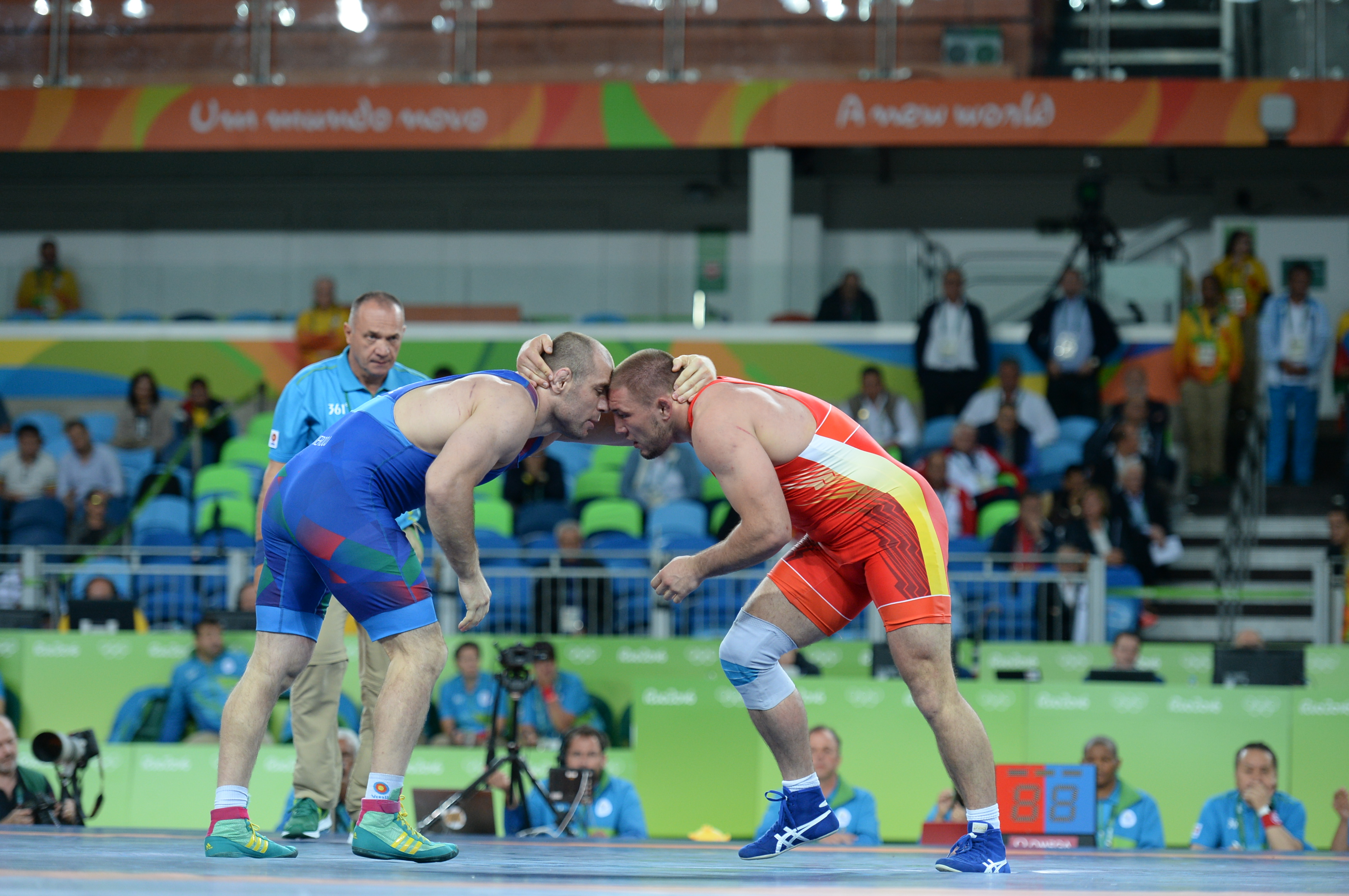
Luta da categoria livre até 97 kg em 21 de agosto

Houve duas sessões de provas em cada dia do programa, entre as 10:00 e as 13:00 locais e 16:00 e 19:00 (excepto o último dia, em que devido à cerimónia de encerramento o programa desenrolou-se nos horários 08:30–11:15 e 12:45–15:15 locais.
| Q | Qualificação e eliminatórias | F | Repescagem e disputas por medalhas |

| Luta livre masculina        |   |   |   |   |   |   |   |   |   |   |   |   |   |   |   |   |
| –57 kg                      |   |   |   |   |   |   |   |   |   |   | Q | F |   |   |   |   |
| –65 kg                      |   |   |   |   |   |   |   |   |   |   |   |   |   |   | Q | F |
| –74 kg                      |   |   |   |   |   |   |   |   |   |   | Q | F |   |   |   |   |
| –86 kg                      |   |   |   |   |   |   |   |   |   |   |   |   | Q | F |   |   |
| –97 kg                      |   |   |   |   |   |   |   |   |   |   |   |   |   |   | Q | F |
| –125 kg                     |   |   |   |   |   |   |   |   |   |   |   |   | Q | F |   |   |
| Luta greco-romana masculina |   |   |   |   |   |   |   |   |   |   |   |   |   |   |   |   |
| –59 kg                      | Q | F |   |   |   |   |   |   |   |   |   |   |   |   |   |   |
| –66 kg                      |   |   |   |   | Q | F |   |   |   |   |   |   |   |   |   |   |
| –75 kg                      | Q | F |   |   |   |   |   |   |   |   |   |   |   |   |   |   |
| –85 kg                      |   |   | Q | F |   |   |   |   |   |   |   |   |   |   |   |   |
| –98 kg                      |   |   |   |   | Q | F |   |   |   |   |   |   |   |   |   |   |
| –130 kg                     |   |   | Q | F |   |   |   |   |   |   |   |   |   |   |   |   |
| Luta livre feminina         |   |   |   |   |   |   |   |   |   |   |   |   |   |   |   |   |
| –48 kg                      |   |   |   |   |   |   | Q | F |   |   |   |   |   |   |   |   |
| –53 kg                      |   |   |   |   |   |   |   |   | Q | F |   |   |   |   |   |   |
| –58 kg                      |   |   |   |   |   |   | Q | F |   |   |   |   |   |   |   |   |
| –63 kg                      |   |   |   |   |   |   |   |   | Q | F |   |   |   |   |   |   |
| –69 kg                      |   |   |   |   |   |   | Q | F |   |   |   |   |   |   |   |   |
| –75 kg                      |   |   |   |   |   |   |   |   | Q | F |   |   |   |   |   |   |

## Nações participantes
- ALG Argélia (3)
- ARG Argentina (1)
- ARM Armênia (8)
- AUS Austrália (3)
- AUT Áustria (1)
- AZE Azerbaijão (14)
- BLR Bielorrússia (7)
- BRA Brasil (5)
- BRN Bahrein (1)
- BUL Bulgária (11)
- CAM Camboja (1)
- CAN Canadá (8)
- CHN China (13)
- CMR Camarões (3)
- COL Colômbia (5)
- CRO Croácia (1)
- CUB Cuba (10)
- CZE República Checa (1)
- DEN Dinamarca (1)
- ECU Equador (2)
- EGY Egito (10)
- ESP Espanha (1)
- EST Estônia (3)
- FIN Finlândia (3)
- FRA França (2)
- GBS Guiné-Bissau (2)
- GEO Geórgia (11)
- GER Alemanha (7)
- GRE Grécia (1)
- HAI Haiti (1)
- HON Honduras (1)
- HUN Hungria (8)
- IND Índia (8)
- IRI Irã (12)
- ISR Israel (1)
- ITA Itália (2)
- JPN Japão (10)
- KAZ Cazaquistão (12)
- KGZ Quirguistão (7)
- KOR Coreia do Sul (5)
- LAT Letônia (1)
- LTU Lituânia (1)
- MAR Marrocos (3)
- MDA Moldávia (3)
- MEX México (1)
- MGL Mongólia (10)
- NED Países Baixos (1)
- NGR Nigéria (7)
- NOR Noruega (2)
- NZL Nova Zelândia (1)
- PLW Palau (1)
- PER Peru (1)
- POL Polônia (8)
- PRK Coreia do Norte (4)
- PUR Porto Rico (2)
- ROU Romênia (5)
- RUS Rússia (17)
- SEN Senegal (2)
- SRB Sérvia (3)
- SWE Suécia (7)
- TPE Taipé Chinês (1)
- TUN Tunísia (4)
- TUR Turquia (14)
- UKR Ucrânia (11)
- USA Estados Unidos (14)
- UZB Uzbequistão (8)
- VEN Venezuela (9)
- VIE Vietnã (2)

## Árbitros
Estes foram os árbitros presentes:
- GER Antonio Silvestri (Chefe da Comissão de Arbitragem)
- CUB Guillermo Molina (Instrutor)
- ITA Edit Dozsa (Instrutor)
- JPN Osamu Saito (Instrutor)
- RUS Andrey Krikov (Instrutor)
- TUN Kamel Mohamed Bouaziz (Instrutor)
- TUR Halil İbrahim Cicioğlu (Instrutor)
- USA Zach Errett (Instrutor)
- UZB Konstantin Mikhaylov (Instrutor)
- FIN Pertti Vehviläinen (Supervisor)
- FRA Régine Legleut (Supervisor)
- GEO Edisher Machaidze (Supervisor)
- KAZ Bakhytzhan Jaxykulov (Supervisor)
- MAR Noreddine Mochaffaa (Supervisor)
- RUS Sergey Novakovskiy (Supervisor)

## Medalhistas
Estes foram os medalhistas de cada um dos eventos:

### Luta livre
Feminino
| Evento             | Ouro                              | Prata                            | Bronze                                                          |
| ------------------ | --------------------------------- | -------------------------------- | --------------------------------------------------------------- |
| Até 48 kg detalhes | Eri Tosaka JPN Japão              | Mariya Stadnik AZE Azerbaijão    | Sun Yanan CHN ChinaElitsa Yankova BUL Bulgária                  |
| Até 53 kg detalhes | Helen Maroulis USA Estados Unidos | Saori Yoshida JPN Japão          | Nataliya Synyshyn AZE AzerbaijãoSofia Mattsson SWE Suécia       |
| Até 58 kg detalhes | Kaori Icho JPN Japão              | Valeria Koblova RUS Rússia       | Marwa Amri TUN TunísiaSakshi Malik IND Índia                    |
| Até 63 kg detalhes | Risako Kawai JPN Japão            | Maryia Mamashuk BLR Bielorrússia | Yekaterina Larionova KAZ CazaquistãoMonika Michalik POL Polônia |
| Até 69 kg detalhes | Sara Dosho JPN Japão              | Natalia Vorobieva RUS Rússia     | Elmira Syzdykova KAZ CazaquistãoJenny Fransson SWE Suécia       |
| Até 75 kg detalhes | Erica Wiebe CAN Canadá            | Guzel Manyurova KAZ Cazaquistão  | Zhang Fengliu CHN ChinaEkaterina Bukina RUS Rússia              |

Masculino
| Evento              | Ouro                                 | Prata                          | Bronze                                                       |
| ------------------- | ------------------------------------ | ------------------------------ | ------------------------------------------------------------ |
| Até 57 kg detalhes  | Vladimer Khinchegashvili GEO Geórgia | Rei Higuchi JPN Japão          | Haji Aliyev AZE AzerbaijãoHassan Rahimi IRI Irã              |
| Até 65 kg detalhes  | Soslan Ramonov RUS Rússia            | Toghrul Asgarov AZE Azerbaijão | Frank Chamizo ITA ItáliaIkhtiyor Navruzov UZB Uzbequistão    |
| Até 74 kg detalhes  | Hassan Yazdani IRI Irã               | Aniuar Geduev RUS Rússia       | Jabrayil Hasanov AZE AzerbaijãoSoner Demirtaş TUR Turquia    |
| Até 86 kg detalhes  | Abdulrashid Sadulaev RUS Rússia      | Selim Yaşar TUR Turquia        | Sharif Sharifov AZE AzerbaijãoJ'den Cox USA Estados Unidos   |
| Até 97 kg detalhes  | Kyle Snyder USA Estados Unidos       | Khetag Gazyumov AZE Azerbaijão | Albert Saritov ROU RomêniaMagomed Ibragimov UZB Uzbequistão  |
| Até 125 kg detalhes | Taha Akgül TUR Turquia               | Komeil Ghasemi IRI Irã         | Ibrahim Saidau BLR BielorrússiaGeno Petriashvili GEO Geórgia |

### Luta greco-romana
Masculino
| Evento              | Ouro                         | Prata                          | Bronze                                                         |
| ------------------- | ---------------------------- | ------------------------------ | -------------------------------------------------------------- |
| Até 59 kg detalhes  | Ismael Borrero CUB Cuba      | Shinobu Ota JPN Japão          | Elmurat Tasmuradov UZB UzbequistãoStig-André Berge NOR Noruega |
| Até 66 kg detalhes  | Davor Štefanek SRB Sérvia    | Mihran Harutyunyan ARM Armênia | Shmagi Bolkvadze GEO GeórgiaRasul Chunayev AZE Azerbaijão      |
| Até 75 kg detalhes  | Roman Vlasov RUS Rússia      | Mark Madsen DEN Dinamarca      | Kim Hyeon-woo KOR Coreia do SulSaeid Abdevali IRI Irã          |
| Até 85 kg detalhes  | Davit Chakvetadze RUS Rússia | Zhan Beleniuk UKR Ucrânia      | Javid Hamzatau BLR BielorrússiaDenis Kudla GER Alemanha        |
| Até 98 kg detalhes  | Artur Aleksanyan ARM Armênia | Yasmany Lugo CUB Cuba          | Cenk İldem TUR TurquiaGhasem Rezaei IRI Irã                    |
| Até 130 kg detalhes | Mijaín López CUB Cuba        | Rıza Kayaalp TUR Turquia       | Sabah Shariati AZE AzerbaijãoSergey Semenov RUS Rússia         |

## Quadro de medalhas

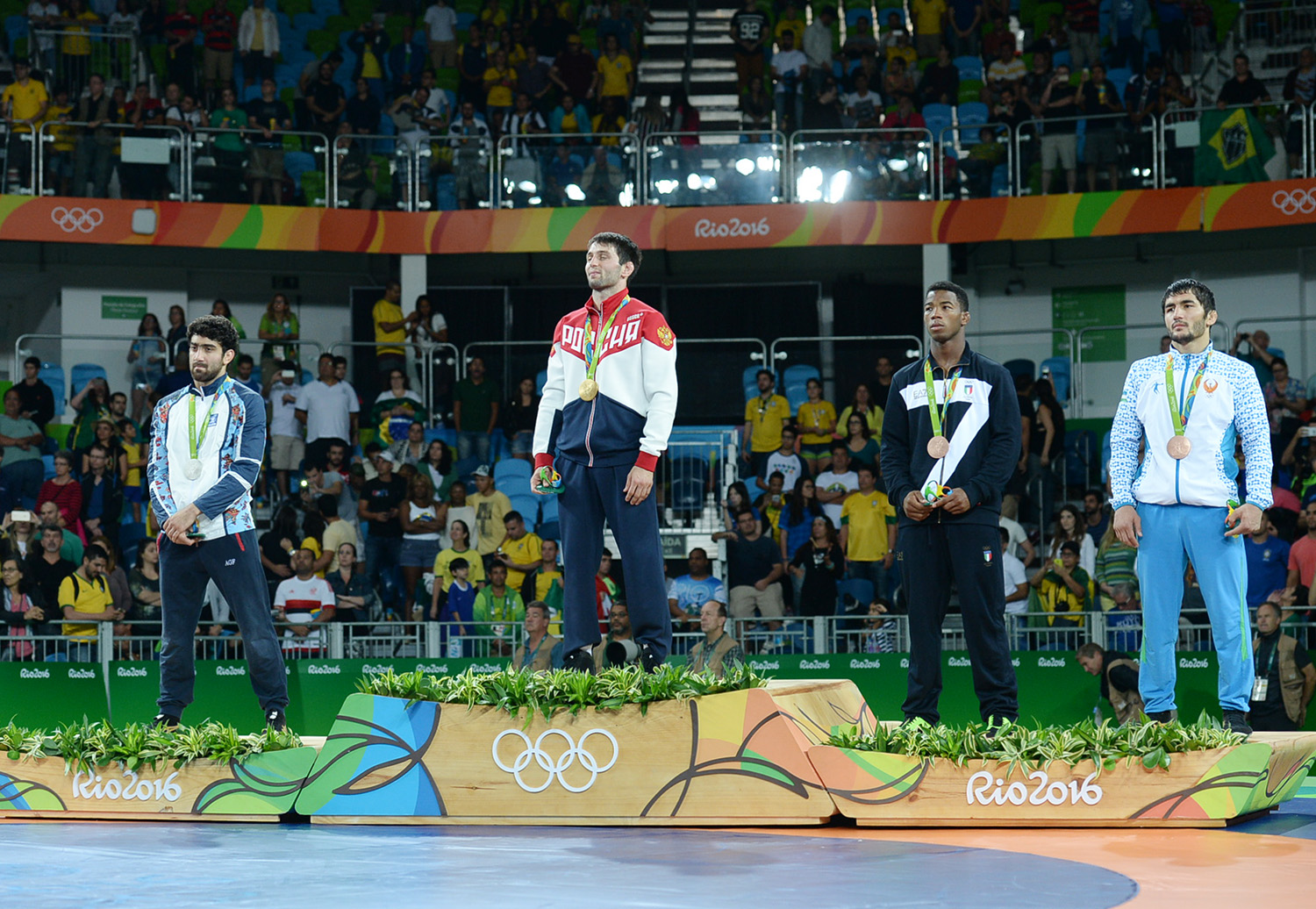
Premiação da categoria livre até 65 kg masculino, com a Rússia no topo do pódio

| Ordem | País               | Medalha de ouro | Medalha de prata | Medalha de bronze |    | Ordem por total |
| ----- | ------------------ | --------------- | ---------------- | ----------------- | -- | --------------- |
| 1     | RUS Rússia         | 4               | 3                | 2                 | 9  | 1               |
| 2     | JPN Japão          | 4               | 3                |                   | 7  | 3               |
| 3     | CUB Cuba           | 2               | 1                |                   | 3  | 6               |
| 4     | USA Estados Unidos | 2               |                  | 1                 | 3  | 6               |
| 5     | TUR Turquia        | 1               | 2                | 2                 | 5  | 4               |
| 6     | IRI Irã            | 1               | 1                | 3                 | 5  | 4               |
| 7     | ARM Armênia        | 1               | 1                |                   | 2  | 12              |
| 8     | GEO Geórgia        | 1               |                  | 2                 | 3  | 6               |
| 9     | CAN Canadá         | 1               |                  |                   | 1  | 15              |
|       | SRB Sérvia         | 1               |                  |                   | 1  | 15              |
| 11    | AZE Azerbaijão     |                 | 3                | 6                 | 9  | 1               |
| 12    | BLR Bielorrússia   |                 | 1                | 2                 | 3  | 6               |
|       | KAZ Cazaquistão    |                 | 1                | 2                 | 3  | 6               |
| 14    | DEN Dinamarca      |                 | 1                |                   | 1  | 15              |
|       | UKR Ucrânia        |                 | 1                |                   | 1  | 15              |
| 16    | UZB Uzbequistão    |                 |                  | 3                 | 3  | 6               |
| 17    | CHN China          |                 |                  | 2                 | 2  | 12              |
|       | SWE Suécia         |                 |                  | 2                 | 2  | 12              |
| 19    | BUL Bulgária       |                 |                  | 1                 | 1  | 15              |
|       | GER Alemanha       |                 |                  | 1                 | 1  | 15              |
|       | IND Índia          |                 |                  | 1                 | 1  | 15              |
|       | ITA Itália         |                 |                  | 1                 | 1  | 15              |
|       | NOR Noruega        |                 |                  | 1                 | 1  | 15              |
|       | POL Polônia        |                 |                  | 1                 | 1  | 15              |
|       | ROU Romênia        |                 |                  | 1                 | 1  | 15              |
|       | KOR Coreia do Sul  |                 |                  | 1                 | 1  | 15              |
|       | TUN Tunísia        |                 |                  | 1                 | 1  | 15              |
| TOTAL | TOTAL              | 18              | 18               | 36                | 72 | —               |